# Birgit Meyer (Anthropologin)

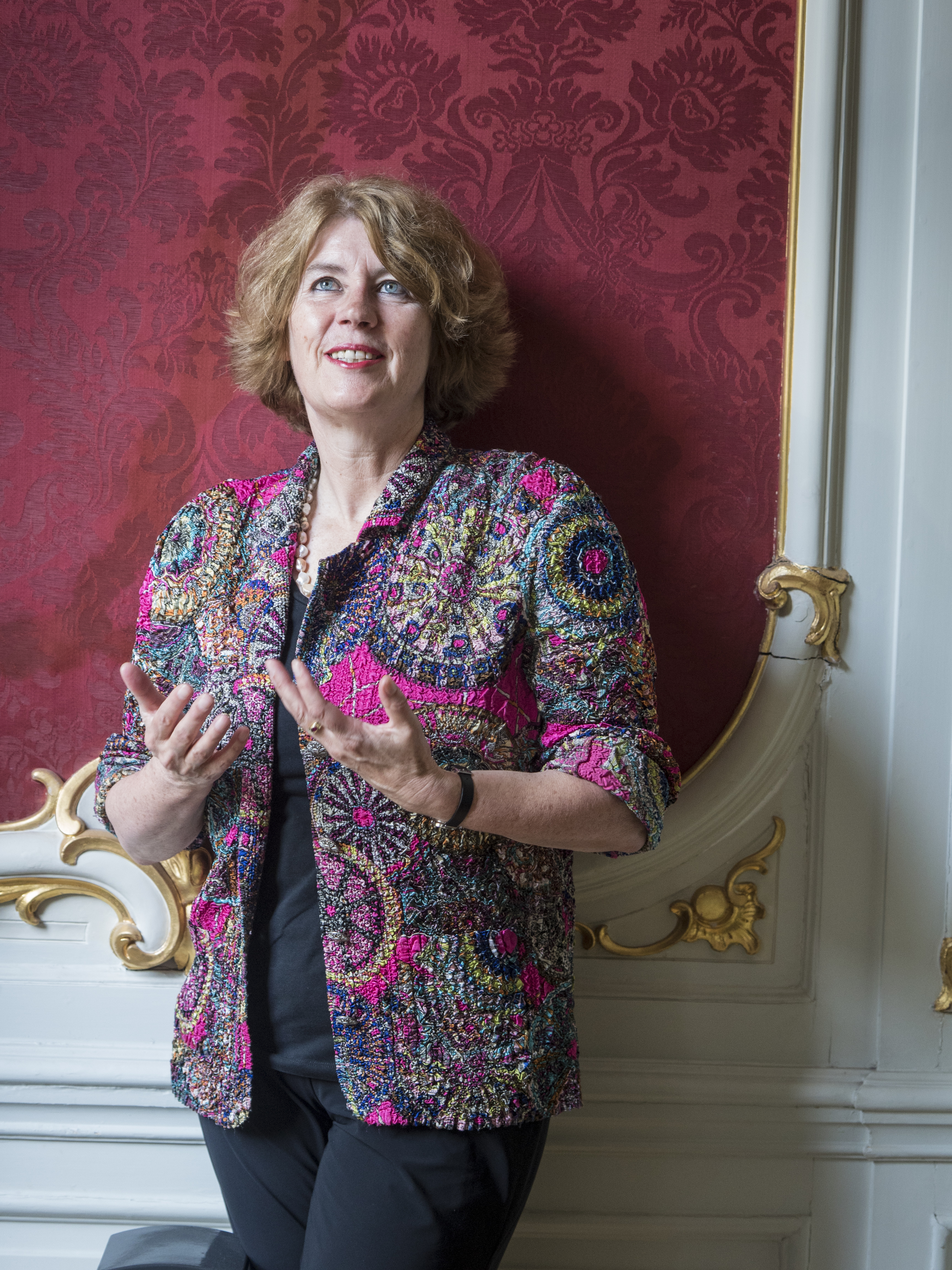
Birgit Meyer (2015)

Birgit Meyer (* 21. März 1960 in Emden) ist eine deutsche Religionswissenschaftlerin und Kulturanthropologin.

## Leben
Birgit Meyer studierte ab 1978 vergleichende Religionswissenschaft und Pädagogik an der Universität Bremen und ab 1985 Kulturanthropologie an der Universität Amsterdam, an der sie 1995 cum laude (höchste Auszeichnung in NL) promoviert wurde. Danach war sie dort am Forschungszentrum für Religion und Gesellschaft und 2004 bis 2011 Professorin für Kulturanthropologie. Seit 2011 ist sie Professorin für Religionswissenschaft an der Universität Utrecht. 2015 wurde sie als Akademie-Professor der Niederländischen Akademie der Wissenschaften ausgezeichnet.
2000 bis 2006 leitete sie das Forschungsprojekt der niederländischen Forschungsorganisation NWO Modern Mass Media, Religion and the Imagination of Communities.
2010/11 war sie Fellow am Wissenschaftskolleg zu Berlin. 2011 erhielt sie den Anneliese Maier-Forschungspreis der Alexander von Humboldt-Stiftung, mit dem sie ihr Forschungsprojekt Habitats and Habitus: Politics and Aesthetics of Religious World Making an der Universität Utrecht und dem Berliner Zentrum Moderner Orient umsetzte. 2015 erhielt sie den Spinoza-Preis, den höchsten Wissenschaftspreis der Niederlande. Seit 2022 ist Meyer Mitglied der Berlin-Brandenburgischen Akademie der Wissenschaften.
Sie befasst sich insbesondere mit Entwicklung postkolonialer christlicher Religionen in Westafrika (Ghana), afrikanischer Pfingstbewegung und Neo-Kapitalismus, visueller Kultur (Video, Kino) und Verhältnis von Religion zu Medien und materieller Religion in Westafrika.
Sie ist stellvertretende Vorsitzende des International African Institute in London und Mitglied der Königlich Niederländischen Akademie der Wissenschaften (2007).
Meyer ist Herausgeberin von Material Religion.

## Schriften
- Translating the Devil. Religion and Modernity Among the Ewe in Ghana, Edinburgh University Press, 1999
- Herausgeberin mit Peter Geschiere: Globalization and Identity. Dialectics of Flow and Closure, Oxford: Blackwell, 1999
- Herausgeberin mit Peter Pels: Magic and Modernity. Interfaces of Revelation and Concealment, Stanford University Press, 2003
- Herausgeberin mit Annelies Moors: Religion, Media and the Public Sphere, Indiana University Press, 2006
- Aesthetic Formations. Media, Religion and the Senses, Palgrave Macmillan, 2009
- Mediation and the Genesis of Presence (reprint of inaugural lecture), with a response on comments by Hans Belting, Pamela Klassen, Chris Pinney, Monique Scheer, Religion and Society: Advances in Research, Band 5, 2014, S. 205–254.
- mit Marleen de Witte: 'Heritage and the Sacred', Special Issue of Material Religion: The Journal of Objects, Art and Belief. London: Bloomsbury Journals, 9/13, 2013, S. 274–281.
- Material Mediations and Religious Practices of World-making, in: Knut Lundby (Hrsg.), Religion Across Media: From Early Antiquity to Late Modernity, New York: Peter Lang International Academic Publishers, 2013, S. 1–19.
- Christianity in Africa: From African Independent to Pentecostal-Charismatic Churches, Annual Review of Anthropology, Band 33, 2004, 447–474
- mit Marleen de Witte: African heritage design: Entertainment media and visual aesthetics in Ghana, in: Civilizations, 61/2, 2012, S. 43–64